# Robert Allen Gardner
Robert Allen Gardner (* 21. Februar 1930 in Brooklyn, New York City; † 20. August 2021 in Reno, Nevada) war Professor für experimentelle Psychologie an der University of Nevada in Reno und beschäftigte sich seit den 1960er-Jahren mit dem Verhalten von Schimpansen, die in der Obhut des Menschen wie Menschenkinder aufgezogen wurden. Speziell erforschte er die Entwicklung der Intelligenz der jungen Menschenaffen im Vergleich zu jener der Menschenkinder und den Einfluss der sozialen und intellektuellen Entwicklung auf die Kommunikationsfähigkeit. Bekannt wurde von diesen Affen vor allem die Schimpansin Washoe.
Allen Gardner gab 1965 den Anstoß dafür, dass der Psychologiestudent Roger Fouts für seine Doktorarbeit der jungen Schimpansin Washoe Dutzende Zeichen der US-amerikanischen Gehörlosensprache lehrte und so nachwies, dass Schimpansen ein Sprech- und Denkvermögen besitzen, das dem kleiner Menschenkinder zumindest nahekommt.
Gardner war 1984 einer der Mitgründer des Center for Advanced Studies der University of Nevada und dessen Direktor von 1990 bis 1993.
Er war verheiratet mit Beatrix Tugendhut Gardner (auch Beatrice T. Gardner; 1933–1995) und war Bruder des Künstlers und Drehbuchautors Herb Gardner (1934–2003).

## Schriften
- mit Beatrice T. Gardner: Teaching Sign Language to a Chimpanzee. In: Science. Band 165, Nr. 3894, 1969, S. 664–672, doi:10.1126/science.165.3894.664.
- mit Beatrix T. Gardner: Early Signs of Language in Child and Chimpanzee. In: Science. Band 187, Nr. 4178, 1975, S. 752–753, doi:10.1126/science.187.4178.752.
- mit Beatrix T. Gardner: Evidence for sentence constitutents in the early utterances of child and chimpanzee. In: Journal of Experimental Psychology: General. Band 104, Nr. 3, 1975, S. 244–267, doi:10.1037/0096-3445.104.3.244.
- mit Beatrix T. Gardner, Thomas E. Van Cantfort (Hrsg.): Teaching sign language to chimpanzees. State University of New York Press, Albany 1989, ISBN 978-0-88706-965-9.
- mit Mark D. Bodamer: How cross-fostered chimpanzees (Pan troglodytes) initiate and maintain conversations. In: Journal of Comparative Psychology. Band 116, Nr. 1, 2002, S. 12–26, doi:10.1037/0735-7036.116.1.12.
- mit Valerie J. Chalcraft: Cross-fostered chimpanzees modulate signs of American Sign Language. In: Gesture. Band 5, Nr. 1–2, 2005, S. 107–132, doi:10.1075/gest.5.1.09cha.

## Belege
1. ↑  Groundbreaking researcher Gardner dies at age 91. In: Nevada Today. 1. September 2021, abgerufen am 3. September 2021 (amerikanisches Englisch).
2. ↑  University of Nevada: Founding Members des Center for Advanced Studies. (Memento vom 12. Oktober 2011 im Internet Archive).
3. ↑  University of Nevada: Directors des Center for Advanced Studies.

| Personendaten    | Personendaten                                            |
| ---------------- | -------------------------------------------------------- |
| NAME             | Gardner, Robert Allen                                    |
| ALTERNATIVNAMEN  | Gardner, R. Allen; Gardner, Allen                        |
| KURZBESCHREIBUNG | US-amerikanischer Verhaltensforscher und Hochschullehrer |
| GEBURTSDATUM     | 21. Februar 1930                                         |
| GEBURTSORT       | Brooklyn, New York City                                  |
| STERBEDATUM      | 20. August 2021                                          |
| STERBEORT        | Reno, Nevada                                             |